# 1990 v hudbě

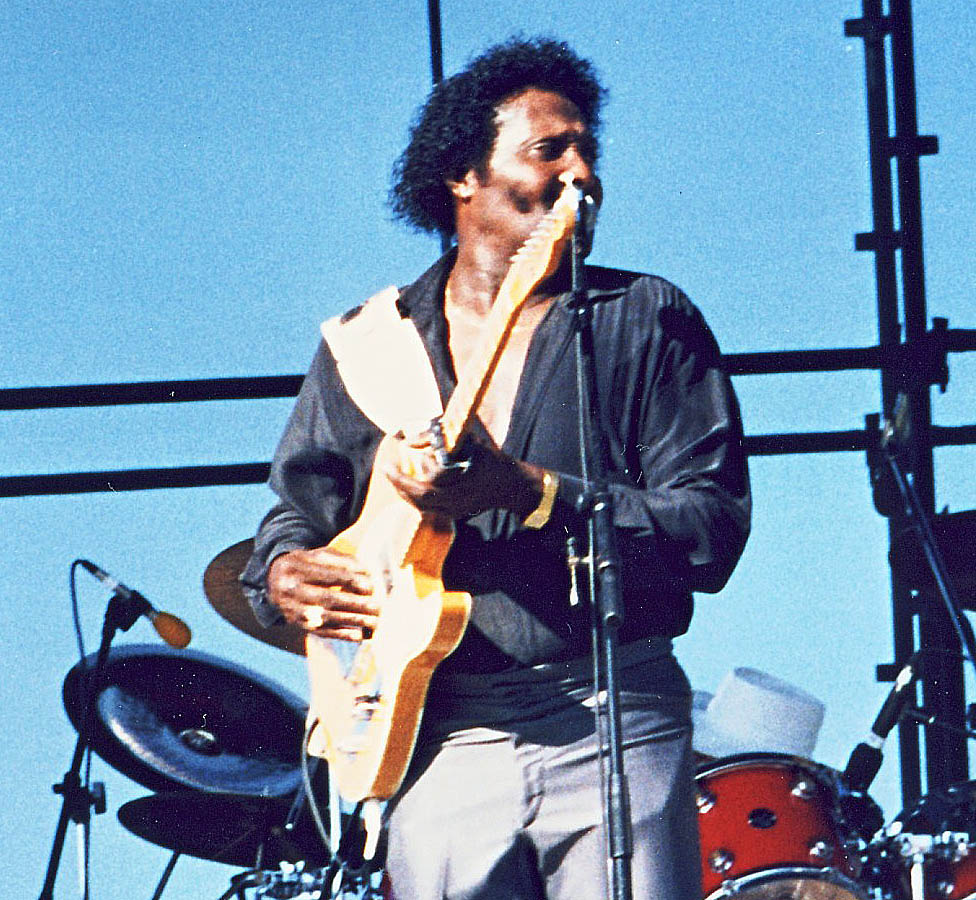
Albert Collins v roce 1990 na Long Beach Blues Festival

Tento článek obsahuje události související s hudbou, které proběhly v roce 1990.

## Alba
Domácí
- Dlouhá noc – Oldřich Veselý / Pavel Vrba
- Lucie – Lucie
- Otrava krve – Progres-Pokrok
- Písmo lásky – Karel Gott
- Za svou pravdou stát – Spirituál kvintet
- Thrash The Trash – Arakain

Zahraniční
- Aion – Dead Can Dance
- All Shook Down – The Replacements
- Amarok – Mike Oldfield
- Dead City Radio – William S. Burroughs
- Violator – Depeche Mode
- Sex Packets – Digital Underground
- Un-Led-Ed – Dread Zeppelin
- Pornograffitti – Extreme
- The Real Thing – Faith No More
- 13 Songs – Fugazi
- Johnny Gill – Johnny Gill
- Nevermind - Nirvana
- AmeriKKKa's Most Wanted – Ice Cube
- X – INXS
- No Prayer for the Dying – Iron Maiden
- Ritual de lo Habitual – Jane's Addiction
- Liberty – Duran Duran
- Songs for Drella – Lou Reed a John Cale
- Spiritual Healing – Death
- Tattooed Millionaire – Bruce Dickinson
- The Rhythm of the Saints – Paul Simon
- The Wall – Live in Berlin – Roger Waters
- Under the Red Sky – Bob Dylan
- Wrong Way Up – Brian Eno a John Cale
- Crazy World – Scorpions
- Vision Thing – The Sisters of Mercy
- Social Distortion – Social Distortion
- Louder Than Love – Soundgarden
- Lights...Camera...Revolution! – Suicidal Tendencies
- Flood – They Might Be Giants
- The New Formula – Today
- People's Instinctive Travels and the Paths of Rhythm – A Tribe Called Quest
- Attitude – Troop
- Passion & Warfare – Steve Vai
- More of the Night – The Whispers
- Return – The Winans
- To the East,Blackwards – X-Clan
- Recycler – ZZ Top
- In Case You Didn't Feel Like Showing Up – Ministry

## Hity
Domácí
- „Cizí pohled“ – Tichá dohoda
- „Hodinový hotel“ – Mňága a Žďorp
- „Vzdálená“ – Kreyson
- „Oheň“ – Lucie
- „To tenkrát v čtyřicátom pátom“ – Greenhorns
- „Vítejte v Absurdistánu“ – Michael Kocáb a Petr Hapka
- „Obludárium“ – Bolek Polívka a Pavel Bobek
- „Sisyfos“ – Jiří Korn
- „Dálniční hlídka“ – Pavel Bobek
- „Milujem se čím dál víc“ – Petr Kotvald
- „Čas sluhů“ – Zoo
- „Všechno bude fajn“ – Žentour
- „Severanka“ – Team
- „Držim ti miesto“ – Team
- „Život je takovej“ – Tři sestry
- „Dotknu se ohně“ – Lucie
- „Hříšné bolero“ – Karel Gott
- „Medicinman“ – Michal Tučný
- „Stejskání“ – Olympic

Zahraniční
- „Advice for the Young at Heart“ – Tears for Fears
- „All I Wanna Do (Is Make Love To You)“ – Heart
- „Better the Devil You Know“ – Kylie Minogue
- „Black Cat“ – Janet Jacksonová
- „Blaze of Glory“ – Bon Jovi
- „Blue Savannah“ – Erasure
- „Blue Sky Mine“ – Midnight Oil
- „Candy“ – Iggy Pop
- „Come Back to Me“ – Janet Jacksonová
- „Dangerous“ – Roxette
- „Downtown Train“ – Rod Stewart
- „Elephant Stone“ – The Stone Roses
- „Enjoy the Silence“ – Depeche Mode
- „Epic“ – Faith No More
- „Escapade“ – Janet Jacksonová
- „Every Beat of My Heart“ – Taylor Dayne
- „Everybody Everybody“ – Black Box
- „Everybody Needs Somebody To Love“ – The Blues Brothers
- „Four Bacharach and David Songs (EP)“ – Deacon Blue
- „Friends in Low Places“ – Garth Brooks
- „Hard to Handle“ – The Black Crowes
- „Higher Ground“ – Red Hot Chili Peppers
- „I Wish It Would Rain Down“ – Phil Collins
- „Ice Ice Baby“ – Vanilla Ice
- „It Must Have Been Love“ – Roxette
- „I'll Be Your Shelter“ – Taylor Dayne
- „I'm Your Baby Tonight“ – Whitney Houston
- „Janie's Got a Gun“ – Aerosmith
- „Just Like Jesse James“ – Cher
- „Justify My Love“ – Madonna
- „Killer“ – Adamski feat. Seal
- „Lay Down Your Guns“ – Jimmy Barnes
- „Listen To Your Heart“ – Roxette
- „Loaded“ – Primal Scream
- „Love And Kisses“ – Dannii Minogue
- „Love Takes Time“ – Mariah Carey
- „Love Shack“ – The B-52's
- „Love Will Lead You Back“ – Taylor Dayne
- „More Than Words Can Say“ – Alias
- „Nothing Compares 2 U“ – Sinéad O'Connor
- „Opposites Attract“ – Paula Abdul
- „Poison“ – Bell Biv Devoe
- „Rhythm Nation“ – Janet Jacksonová
- „Right Here Right Now“ – Jesus Jones
- „Roam“ – The B-52's
- „Sacrifice / Healing hands“ – Elton John
- „She Ain't Worth It“ – Glenn Medeiros feat. Bobby Brown
- „Smells Like Teen Spirit“ - Nirvana
- „Step Back in Time“ – Kylie Minogue
- „Step By Step“ – New Kids on the Block
- „Suicide Blonde“ – INXS
- „Summer Rain“ – Belinda Carlisle
- „Tears On My Pillow“ – Kylie Minogue
- „That's Freedom“ – John Farnham
- „The Power“ – Snap!
- „Three Strange Days“ – School of Fish (debut single)
- „The Thunder Rolls“ – Garth Brooks
- „Tom's Diner“ – Suzanne Vega
- „U Can't Touch This“ – M.C. Hammer
- „Unbelievable“ – EMF (debut single)
- „Vision of Love“ – Mariah Carey
- „Vogue“ – Madonna
- „Wanna Get with You“ – Guy
- „Wash Your Face In My Sink“ – Dream Warriors
- „Why You Get Funky on Me“ – Today
- „Wind of Change“ – Scorpions
- „Wouldn't It Be Nice“ – The Beach Boys
- „Your Baby Never Looked Good in Blue“ – Exposé

Viz Hot 100 No. 1 Hits of 1990

## Narození
- 20. prosince – JoJo, zpěvačka R&B

## Úmrtí
- 3. dubna – Sarah Vaughan, jazzová zpěvačka
- 25. dubna – Dexter Gordon, jazzový saxofonista
- 27. srpna – Stevie Ray Vaughan, bluesový kytarista
- 14. října – Leonard Bernstein, americký hudební skladatel a dirigent
- 16. října – Art Blakey, jazzový bubeník